# Thysanomeros ulateae
Thysanomeros ulateae es una especie de insecto coleóptero de la familia Chrysomelidae.
Fue descrita científicamente en 2003 por Flowers.